# Trichostrongylus
Trichostrongylus ist eine Gattung der Fadenwürmer. Es handelt sich um relativ kleine Parasiten mit einer Länge von etwa 0,5 cm, die im frischen Zustand gräulich aussehen. Charakteristische Merkmale sind das Fehlen eines Kopfbläschens und eine eingesenkte Exkretionspore in der Ösophagus-Region bei beiden Geschlechtern. Weibchen haben einen Ovijektor, eine Vulvaklappe ist nicht ausgebildet. Die Spicula der Männchen sind blattförmig oder haben nahe der Spitze eine kleine Stufe. Es handelt sich vorwiegend um Parasiten im Magen-Darm-Trakt von Pflanzenfressern, einige Arten können auch den Menschen befallen.

## Arten
Zur Gattung gehören:
- Trichostrongylus affinis, Wirt Baumwollschwanzkaninchen
- Trichostrongylus andreevi, Reh
- Trichostrongylus askivali
- Trichostrongylus axei, im Labmagen von Wiederkäuern sowie bei Pferden, Schweinen und gelegentlich beim Menschen[3]
- Trichostrongylus brevis
- Trichostrongylus calcaratus
- Trichostrongylus capricola, Schafe, Ziegen, gelegentlich Mensch[4]
- Trichostrongylus colubriformis, im Dünndarm von Wiederkäuern, gelegentlich bei Schweinen und beim Menschen[5]
- Trichostrongylus duretteae
- Trichostrongylus lerouxi
- Trichostrongylus longispicularis, im Dünndarm von Wiederkäuern[5]
- Trichostrongylus medius
- Trichostrongylus ostertagiaeformis
- Trichostrongylus pietersei
- Trichostrongylus probolurus
- Trichostrongylus retortaeformis
- Trichostrongylus sigmodontis
- Trichostrongylus skrjabini
- Trichostrongylus suis
- Trichostrongylus tenuis
- Trichostrongylus ventricosus
- Trichostrongylus vitrinus, im Dünndarm von Wiederkäuern, gelegentlich bei Schweinen und beim Menschen[5]